# 페드로 레온
페드로 레온 산체스 힐(스페인어: Pedro León Sánchez Gil ˈpeðɾo leˈon ˈsantʃeθ[*], 1986년 11월 24일, 무르시아 지방 물라 ~ ) 은 스페인의 축구 선수로, 푸엔라브라다의 우측 미드필더이다.

## 클럽 경력

### 무르시아와 레반테
무르시아 지방 물라 출신으로, 레온은 인근의 물레뇨와 누에바 반가르디아의 유소년 아카데미에서 활약하다가 2004년에 무르시아의 유소년 아카데미를 졸업했다.
2군에서 1시즌을 보낸 그는 2005년 1월 15일, 1-5로 패한 예이다와의 세군다 디비시온 경기에서 첫 공식 경기를 치렀고, 그 시즌에 6경기를 더 치렀으며, 이웃 시우다드 데 무르시아를 상대로 득점도 올려 3-1 승리에 일조했다.
이어지는 두 시즌 간, 레온은 무르시아의 주축 선수로 활약했는데, 2006-07 시즌에 7골을 기록했는데, 몇 골은 프리킥으로 득점을 올린 것으로 소속 구단은 3년만에 라 리가 복귀를 이룩했다. 2007년 1월, 그가 레알 마드리드나 첼시로 이적할 것이라는 소문이 돌았는데, 후자의 구단은 £3.4M의 제의를 건네기도 했다. 대신, 그는 여름에 €1M의 재계약을 거절한 후, £2.5M으로 하위권 레반테로 이적하였는데, 구단은 이에 불쾌감을 나타냈다.
레온은 2007-08 시즌 동안 기대 이하의 성과를 냈는데, 레반테 소속으로 24경기를 출전했지만, 11경기만 선발로 나섰고, 소속 구단은 다시 2부 리그로 강등되었다. 그는 감독진과 동료들과의 마찰로 홀로 훈련하기에 이르었다.

### 바야돌리드와 헤타페
2008년 9월 13일, 바야돌리드는 재빠른 협상을 통해 레온을 €300,000에 영입했다. 주전이 된 후, 그는 1-0으로 이긴 레알 마드리드와의 11월 15일 안방 경기에서 파비안 카노비오의 골을 도왔고, 1주 후에는 3-0으로 이긴 비야레알 원정에서 바야돌리드 개인 1호골을 기록했다.
바야돌리드의 시즌 전 경기에 많이 출전하지 못한 그는 헤타페와의 오랜 협상 끝에 €4M으로 2009년 8월에 5년 계약을 맺고 입단했다. 레온은 그 시즌에 공식 경기에서 9골 (리그 8골, 9도움) 을 기록해, 마드리드 연고 구단이 6위를 차지해 역사상 두 번째로 UEFA 유로파리그에 진출하게 만들었다.

### 레알 마드리드
2010년 7월 15일, 레알 마드리드는 €10M에 레온의 영입에 합의를 보았다. 선수는 적절히 의료 검진을 통과해 다음 날 입단식에 참석했다. 그의 첫 경기는 8월 4일, 클루브 아메리카와의 친선경기에 처음 출전했는데, 그는 3-2로 이긴 이 경기에서 90분을 소화했다. 그는 나흘 후, 로스앤젤레스 갤럭시와의 경기에서 득점을 올렸고, 결과는 바로 전 경기와 동일했다.
2010년 11월 3일, 레온은 레알 마드리드에서 첫 공식경기 골을 기록했는데, 밀란과의 UEFA 챔피언스리그 조별 리그 경기에서 같이 교체로 후반전에 들어온 카림 벤제마와 함께 막판골을 합작해, 2-2 무승부를 이끌어 스페인 구단의 조별 리그 통과에 일조했다. 그러나, 그는 2010-11 시즌 동안 자주 출전하지 못했다. 9월 말 오세르와의 UEFA 챔피언스리그 경기에 본래 선발로 출전할 예정이었지만, 주제 모리뉴 감독은 그를 18인 명단에서 제외했다. 이후, 그의 감독은 레온을 조롱하며, 그의 결장의 이유를 정당화했다. 2011년 2월 말, 그와 동료 페르난도 가고는 베시야와의 코파 델 레이 준결승전을 앞두고 훈련에서 싸운 이유로 명단에서 제외되었다. 가고는 나중에 다음 경기에 차출되었지만, 레온은 그리하지 못했다.
첼시는 겨울 이적 시장에서 레온을 임대하는데 관심을 가졌지만, 성사되지 않았고, 그는 모리뉴 감독이 이적을 방해했다고 원망했다. 2011년 3월, 이적 시장이 닫힌 후, 에르쿨레스는 무릎 중상을 당한 토테의 공백을 그를 임대하여 메꾸려 했지만, 레알 마드리드가 다시 거절했다.

### 헤타페 복귀
2011년 여름 이적 시장 말에 레온은 전 소속 구단인 헤타페로 한 시즌 임대되었다. 그는 10월 1일, 2-3으로 패한 말라가와의 경기에서 장거리 골로 자신의 복귀를 알렸다. 그는 그 다음 시즌에도 헤타페와 함께하게 되었다.
더 나아가서, 레온은 헤타페로 완전히 이적했다. 10월 6일, 그는 3-1로 이긴 베티스와의 안방 경기에서 40미터 프리킥으로 두 골을 기록했고, 이 중 첫 골은 40미터 거리에서 프리킥으로 넣었다.
레온은 2014-15 시즌 초에 등록되지 않았는데, 구단은 €17M의 급여 한계를 넘었기 때문이다. 상황은 11월 24일, 선수의 28번째 생일이 임박해서야 해결되었다.

### 에이바르
2016년 7월 5일, 헤타페가 강등당하면서, 레온은 1부 리그의 에이바르와 2년 계약을 맺었다.

## 국가대표팀 경력
2007년 1월 31일, 레온은 스페인 U-21 국가대표팀 선수로 첫 경기를 펼쳤다. 2월 6일, 이냐키 사에스 감독은 그를 잉글랜드와의 친선전에 출전시켰는데, 그는 2-2로 비긴 이 원정 경기에서 후안 마타와 교체되었다. 그는 조지아와의 2009년 UEFA U-21 축구 선수권 대회 예선 원정 경기에서 알레한드로 알파로와 교체로 들어가 1-0 승리에 공헌했다.
페드로 레온은 스웨덴에서 열릴 대회 본선에 참가할 23인 중 한 명으로 선정되었고, 레온은 핀란드와의 최종전에서 득점을 올렸지만, 대표팀은 조별 리그를 넘지 못했다.

## 사생활
레온의 형, 루이스 레온 산체스는 도로 자전거 경주 선수이다. 그의 또다른 형제, 안토니오도 축구를 하지만, 실내축구를 한다.
레온은 그의 성이 아닌 가운데 이름으로 2006년에 세상을 떠난 그의 조부와 큰형 (후자의 경우 오토바이 사고로 죽었다.) 이 사망하자 그들을 기리기 위해 붙였고, 레온 산체스 (그의 두 형제의 이름) 대신에 레온이라는 호칭을 선호하며, 골을 자축할 때 하늘을 가리킨다.

## 클럽 통계
2016년 1월 18일 기준
| 클럽          | 시즌      | 리그 | 리그 | 리그 | 컵   | 컵 | 컵   | 유럽 | 유럽 | 유럽 | 합계 | 합계 | 합계 |
| 클럽          | 시즌      | 출장 | 골   | 도움 | 출장 | 골 | 도움 | 출장 | 골   | 도움 | 출장 | 골   | 도움 |
| ------------- | --------- | ---- | ---- | ---- | ---- | -- | ---- | ---- | ---- | ---- | ---- | ---- | ---- |
| 무르시아      | 2004–05   | 7    | 1    |      | 0    | 0  | 0    | —    | —    | —    | 7    | 1    |      |
| 무르시아      | 2005–06   | 30   | 2    |      | 2    | 0  |      | —    | —    | —    | 32   | 2    |      |
| 무르시아      | 2006–07   | 31   | 7    |      | 1    | 0  |      | —    | —    | —    | 32   | 7    |      |
| 무르시아      | 합계      | 68   | 10   |      | 3    | 0  |      | —    | —    | —    | 71   | 10   |      |
| 레반테        | 2007–08   | 24   | 3    | 2    | 3    | 0  |      | —    | —    | —    | 27   | 3    | 2    |
| 레반테        | 합계      | 24   | 3    | 2    | 3    | 0  |      | —    | —    | —    | 27   | 3    | 2    |
| 바야돌리드    | 2008–09   | 33   | 3    | 8    | 2    | 2  | 1    | —    | —    | —    | 35   | 5    | 9    |
| 바야돌리드    | 합계      | 33   | 3    | 8    | 2    | 2  | 1    | —    | —    | —    | 35   | 5    | 9    |
| 헤타페        | 2009–10   | 35   | 8    | 9    | 7    | 1  | 2    | —    | —    | —    | 42   | 9    | 11   |
| 헤타페        | 합계      | 35   | 8    | 9    | 7    | 1  | 2    | —    | —    | —    | 42   | 9    | 11   |
| 레알 마드리드 | 2010–11   | 6    | 0    | 0    | 4    | 1  | 1    | 4    | 1    | 0    | 14   | 2    | 1    |
| 레알 마드리드 | 합계      | 6    | 0    | 0    | 4    | 1  | 1    | 4    | 1    | 0    | 14   | 2    | 1    |
| 헤타페        | 2011–12   | 16   | 2    | 4    | 0    | 0  | 0    | —    | —    | —    | 16   | 2    | 4    |
| 헤타페        | 2012–13   | 28   | 3    | 7    | 3    | 0  | 0    | 0    | 0    | 0    | 31   | 3    | 7    |
| 헤타페        | 2013–14   | 37   | 7    | 5    | 3    | 0  | 0    | -    | -    | -    | 40   | 7    | 5    |
| 헤타페        | 2014–15   | 25   | 2    | 5    | 4    | 0  | 3    | -    | -    | -    | 29   | 2    | 8    |
| 헤타페        | 2015–16   | 17   | 1    | 2    | 2    | 1  | 0    | -    | -    | -    | 19   | 2    | 2    |
| 헤타페        | 합계      | 123  | 15   | 23   | 9    | 1  | 3    | -    | -    | -    | 135  | 16   | 26   |
| 경력 합계     | 경력 합계 | 289  | 39   | 42   | 31   | 5  | 7    | 4    | 1    | 0    | 324  | 45   | 49   |

## 수상

### 클럽
레알 마드리드
- 코파 델 레이: 2010–11